# Хомстед (Пенсилванија)
Хомстед (енгл. Homestead) град је у америчкој савезној држави Пенсилванија.

## Демографија
По попису из 2010. године број становника је 3.165, што је 404 (-11,3%) становника мање него 2000. године.
| Група             | 2000.         | 2010.         |
| Белци             | 1.512 (42,4%) | 1.015 (32,1%) |
| Афроамериканци    | 1.831 (51,3%) | 1.872 (59,1%) |
| Азијати           | 101 (2,8%)    | 96 (3,0%)     |
| Хиспаноамериканци | 22 (0,6%)     | 58 (1,8%)     |
| Укупно            | 3.569         | 3.165         |